# Šitbořice
Šitbořice település Csehországban, Břeclavi járásban. Šitbořice Klobouky u Brna, Diváky, Borkovany, Těšany, Moutnice és Nikolčice településekkel határos. Lakosainak száma 2137 fő (2024. január 1.).

## Népesség
A település lakosságának változását az alábbi diagram mutatja:
| Lakosok száma | 1162 | 1458 | 1627 | 2057 | 2009 | 1916 | 1964 | 2031 | 2061 | 2137 |
|               | 1869 | 1900 | 1921 | 1961 | 1980 | 2011 | 2016 | 2019 | 2021 | 2024 |